# تفاعل ياريش-هيكسهايمر
تفاعل ياريش-هيكسهايمر (بالإنجليزية: Jarisch-Herxheimer reaction) هُو تفاعلٌ ناتجٌ عن إفراز موادَّ شبيهةٍ بالسموم البكترية الداخلية بعد موت الميكروبات الضّارة استجابةً للعلاجِ بالمضادّاتِ الحيويّة. العلاجٌ الفعّال بمضادّات الميكروبات يُسبِّب تحلُّل غشاء الخليّة البكتيريّ، وتبعًا لذلك إطلاق السُّموم البكتيريّة الدّاخلية ما يؤدي في نهاية الأمر لاستجابةٍ التهابيّة جهازيّة.
تفاعُل ياريش-هيكسهايمر في العادةِ ليس مهددًا للحياة.

## العلامات والأعراض
تُشابه الإنتانَ البكتيريّ و تحدُث بعد بدء العلاج بمضادّاتِ البكتيريا أمثال: بروتين الفضّة الخفيف، و البنسلين، و التتراسايكلين المُستخدمة لعلاج الحمى الرّاجعةِ المنقولةِ بالقمل ( في 80-90% من المرضى )، و الحمَّى الراجعةِ المنقولةِ بالقُراد ( في 30-40% من المرضى ).
غالبًا ما تبدأُ الأعراض في الظُّهور خلال بضعِ ساعاتٍ من الجرعة الأولى من المضّاد الحيويّ على هيئةِ: حمّى، و رعشة، و انخفاض في ضغط الدّم، و تسارعِ نبضاتِ القلب، و فرطِ التّنفس، و اتساع الأوعية الدموية مع تورُّد، و ألم في العضلات، و تفاقُم في الآفات الجلديّة و القلق.. و تدل شدة التفاعل على حدة الالتهاب.
يحدثُ التفاعل في العادة خلال ساعتينِ من إعطاء الدّواء و لكنّه في العادة أيضًا ذاتيُّ الحدّ ويشاهد عادةً في 50% من مرضى الزٌّهري الأولي و 90% من مرضى الزٌّهري الثّانوي.

## الأسباب
تفاعل ياريش-هيكسهايمر مرتبطٌ بشكلٍ تقليديّ مع العلاج بمضادّات الميكروبات المُستعملة للزٌّهري. و يظهر التفاعل أيضًا في الأمراض الأخرى التي تسببها البكتيريا الملتويةُ مثلَ: داء لايم، و الحمّى الرّاجعةِ، و داء البريميات. و هُناك تقاريرُ حالةٍ عن تفاعل ياريش-هيكسهايمر مُصاحبٍ لعلاجِ بعضِ أنواع العدوى الأخرى مثل: حمّى كيو، و داء البروتونيلات، و داء البروسيلات، و داء الشّعرينات، و داء المثقبيّات الأفريقيّ.

## فسيولوجيا المرض
البروتينات الشّحمية التي تُفرز بسببِ علاج عدوى الجرثومةِ اللّولبيّة الشّاحبة ( المُسببة للزُّهري ) يُعتقد أنّها تحفز تفاعل ياريش-هيكسهايمر، و وجد أنّ التفاعل يزيد من عدد السايتوكين المُنشط للالتهاب خلال فترة التّفاقُم ومنها: عامل نخر الورم ألفا، و الإنترلوكين 6، و الإنترلوكين 8.

## العلاج
الوقاية و العلاج باستخدام مضادات الالتهاب من الممكنِ أن توقف تفاقُم التفاعل. إعطاء الأسبرين والإيبوبروفين عن طريق الفم كلَّ أربع ساعاتٍ لمدّة يوم، أو إعطاء 60 مجم بريدنيزون عن طريق الفم أو وريديًّا كعلاجٍ مرافق.[بحاجة لمصدر] على كلِّ حال فإنّ السترويدات بشكلٍ عام ليس لها فائدة. ينبغي أيضًا مراقبة المرضى عن كثَب من أجلِ أيّ مضاعفاتٍ محتملة ( انهيار أو صدمة )، و ربّما يحتاجون سوائل وريديّة للمحافظةِ على ضغطِ دمٍ مناسب. في حالة توفٌّر الميبتازينول -و الذي هو مسكِّن أفيونيّ من النوعِ المُخلَّط- فإنّه ينبغي أن يعطى للتّقليل من حدّة التفاعل. مُثبِّطُ عامل نخر الورم ألفا يُمكنُ أن يكون فعّالًا أيضًا.

## التّاريخ
يُنسب اكتشافُ التّفاعل لأدولف ياريش (طبيب جلديّة نمساويّ)، وكارل هيكسهايمر (طبيبُ جلديّة ألمانيّ)، و كلاهما لاحظهُ على مرضى الزُّهري اللذين عُولجوا بالزِّئبق. ظهر التّفاعُلُ للمرةِ الأولى تاليًا لعلاجِ المراحلِ المبكِّرة والمتأخرة للزُّهري والتي عولجت بالسالفارسان، أو الزِّئبق، أو المضادّاتِ الحيويّة. واعتقدّ ياريش أن التفاعل سببهُ السمّ الذي تُفرزه البكتيريا الملتوية حين تموت.